# Arnold (Nebraska)
Arnold è un comune degli Stati Uniti d'America, situato nello Stato del Nebraska, nella contea di Custer.